# Bam Adebayo
Edrice Femi Adebayo (Newark, 18 juli 1997) is een Amerikaans basketballer.

## Carrière
Adebayo speelde collegebasketbal voor Kentucky Wildcats van 2016 tot 2017. In 2017 nam hij deel aan de NBA draft waar hij als 14e werd gekozen in de eerste ronde door de Miami Heat. In zijn eerste twee seizoenen was hij nog niet zo vaak starter. In het seizoen 2019/2020 werd hij een vaste basisspeler bij de Heat. Adebayo won met de Miami Heat de titel in de Eastern Conference, maar in de finale verloor de Miami Heat met 4-2 van de Los Angeles Lakers. Als gevolg van zijn goede prestaties werd Adebayo voor een eerste geselecteerd voor de NBA All-Star Game. Hij eindigde ook als tweede in de NBA Most Improved Player Award, achter Brandon Ingram en maakte ook deel uit van het NBA All-Defensive Second Team. In 2020/21 nam hij opnieuw deel aan de play-offs maar verloor in de eerste ronde.
In 2021 nam hij met de Amerikaanse ploeg deel aan de Olympische Spelen waarmee hij olympisch goud behaalde.

## Erelijst
- NBA All-Star: 2020
- NBA All-Defensive First Team: 2024
- NBA All-Defensive Second Team: 2020, 2021, 2022, 2023
- Olympische Spelen: 2020

## Statistieken

### Regulier seizoen
| Seizoen  | Team       | WG  | WS  | MPW  | 2P%  | 3P%  | FW%  | RPW  | APW | SPW | BPW | PPW  |
| -------- | ---------- | --- | --- | ---- | ---- | ---- | ---- | ---- | --- | --- | --- | ---- |
| 2017/18  | Miami Heat | 69  | 19  | 19,8 | 51,2 | 0,0  | 72,1 | 5,5  | 1,5 | 0,5 | 0,6 | 6,9  |
| 2018/19  | Miami Heat | 82  | 28  | 23,3 | 57,6 | 20,0 | 73,5 | 7,3  | 2,2 | 0,9 | 0,8 | 8,9  |
| 2019/20  | Miami Heat | 72  | 72  | 33,6 | 55,7 | 14,3 | 69,1 | 10,2 | 5,1 | 1,1 | 1,3 | 15,9 |
| 2020/21  | Miami Heat | 64  | 64  | 33,5 | 57,0 | 25,0 | 79,9 | 9,0  | 5,4 | 1,2 | 1,0 | 18,7 |
| 2021/22  | Miami Heat | 56  | 56  | 32,6 | 55,7 | 0,0  | 75,3 | 10,1 | 3,4 | 1,4 | 0,8 | 19,1 |
| Carrière | Carrière   | 343 | 239 | 28,2 | 55,8 | 14,0 | 74,1 | 8,3  | 3,5 | 1,0 | 0,9 | 13,5 |

### Play-offs
| Seizoen  | Team       | WG | WS | MPW  | 2P%  | 3P% | FW%  | RPW  | APW | SPW | BPW | PPW  |
| -------- | ---------- | -- | -- | ---- | ---- | --- | ---- | ---- | --- | --- | --- | ---- |
| 2017/18  | Miami Heat | 5  | 0  | 15,4 | 46,7 | 0,0 | 21,4 | 4,0  | 0,0 | 0,0 | 0,4 | 3,4  |
| 2019/20  | Miami Heat | 19 | 19 | 36,2 | 56,4 | 0,0 | 78,3 | 10,3 | 4,4 | 1,0 | 0,8 | 17,8 |
| 2020/21  | Miami Heat | 4  | 4  | 34,0 | 45,6 | —   | 76,9 | 9,3  | 4,3 | 1,3 | 0,5 | 15,5 |
| 2021/22  | Miami Heat | 18 | 18 | 34,1 | 59,4 | 0   | 76,3 | 8,0  | 2,7 | 1,0 | 0,7 | 14,8 |
| Carrière | Carrière   | 46 | 41 | 32,9 | 55,9 | 0   | 73,9 | 8,6  | 3,2 | 0,9 | 0,7 | 14,8 |